# Dacus sakeji
Dacus sakeji är en tvåvingeart som beskrevs av Albany Hancock 1985. Dacus sakeji ingår i släktet Dacus och familjen borrflugor.
Artens utbredningsområde är Zambia. Inga underarter finns listade i Catalogue of Life.